# Lešek I. Bílý
Lešek I. zvaný Bílý (polsky Leszek Biały, asi 1186 – 24. listopadu 1227) byl polský kníže-senior vládnoucí v letech 1194–1198, 1199, 1206–1210 a 1211–1227, kníže sandoměřský, kujavský, mazovský a krakovský z rodu Piastovců. Byl synem polského knížete Kazimíra II. a jeho ženy Heleny Znojemské.

## Život
Když v roce 1194 zemřel jeho otec, bylo Leškovi maximálně deset let. Společně s mladším bratrem Konrádem si po otci nárokovali Sandoměř a Mazovsko, přičemž regentkou se stala jejich matka. Jeho strýc Měšek III. Starý se opět pokoušel získat titul knížete seniora, tento pokus však skončil v roce 1195 bitvou u Mozgawy, kde byl sám Měšek zraněn. V roce 1198 se Měšek III. konečně mohl vrátit Malopolska jako kníže senior, ale byl nucen vzdát Kujavy ve prospěch synů Kazimíra II. V roce 1199 byl Měšek opět sesazen a nahrazen Leškem Bílým, avšak jen krátce. Měšek III. pak zemřel 13. března 1202.
Měškovým nástupcem se stal jeho syn Vladislav III. Tenkonohý. Na jeho úkor pak Lešek získal trůn v roce 1206. Někteří historici kladou Leškovo ovládnutí Krakova do o něco dřívějšího období (několika měsíců po smrti Měška III.), vzhledem k nedostatku zdrojů se dá tento fakt jen obtížně dokázat.
Na přelomu let 1210 až 1211 ovládl sídlo polských knížat Měšek I. Křivonohý. Využít této situace se mu nepodařilo, neboť již 16. května roku 1211 zemřel. Polským knížetem se tak znovu stal Lešek.
Lešek Bílý bojoval s uherským králem  o ovládnutí Haliče, avšak neúspěšně. Podle dohody o východní expanzi se měl uherský princ oženit s Leškovou dcerou a měl sloužit jako vazal Uherska, přičemž z tohoto uspořádání by těžilo i Polsko. Toto území však nakonec ovládl Daniel Haličský.
Dne 24. listopadu 1227 byl Lešek I. zavražděn na sjezdu Piastovských knížat, zřejmě na rozkaz vévody Svatopluka II. Pomořského, jehož se snažil Lešek dostat pod svůj vliv. Svatopluk se po smrti Leška prohlásil za osvobozeného od vazalského poměru k Polsku.

## Potomci
V roce 1207 se Lešek oženil s Grzymisławou Kyjevskou, se kterou měl tři děti:
1. Salomena (1211/1212 – 1268), manžel Koloman Haličský
2. Helena († 1265), manžel Vasilko Romanovič[5]
3. Boleslav V. Stydlivý (21. červen 1226 – 7. prosinec 1279)